# Igor Lavrov
Igor Viktorovitj Lavrov (ryska: Игор Викторович Лавров), född 4 juni 1973 i Stavropol, Ryska SFSR, Sovjetunionen, är en rysk tidigare handbollsspelare.
Han tog OS-guld i herrarnas turnering i samband med de olympiska handbollstävlingarna 2000 i Sydney.